# June Eric-Udorie

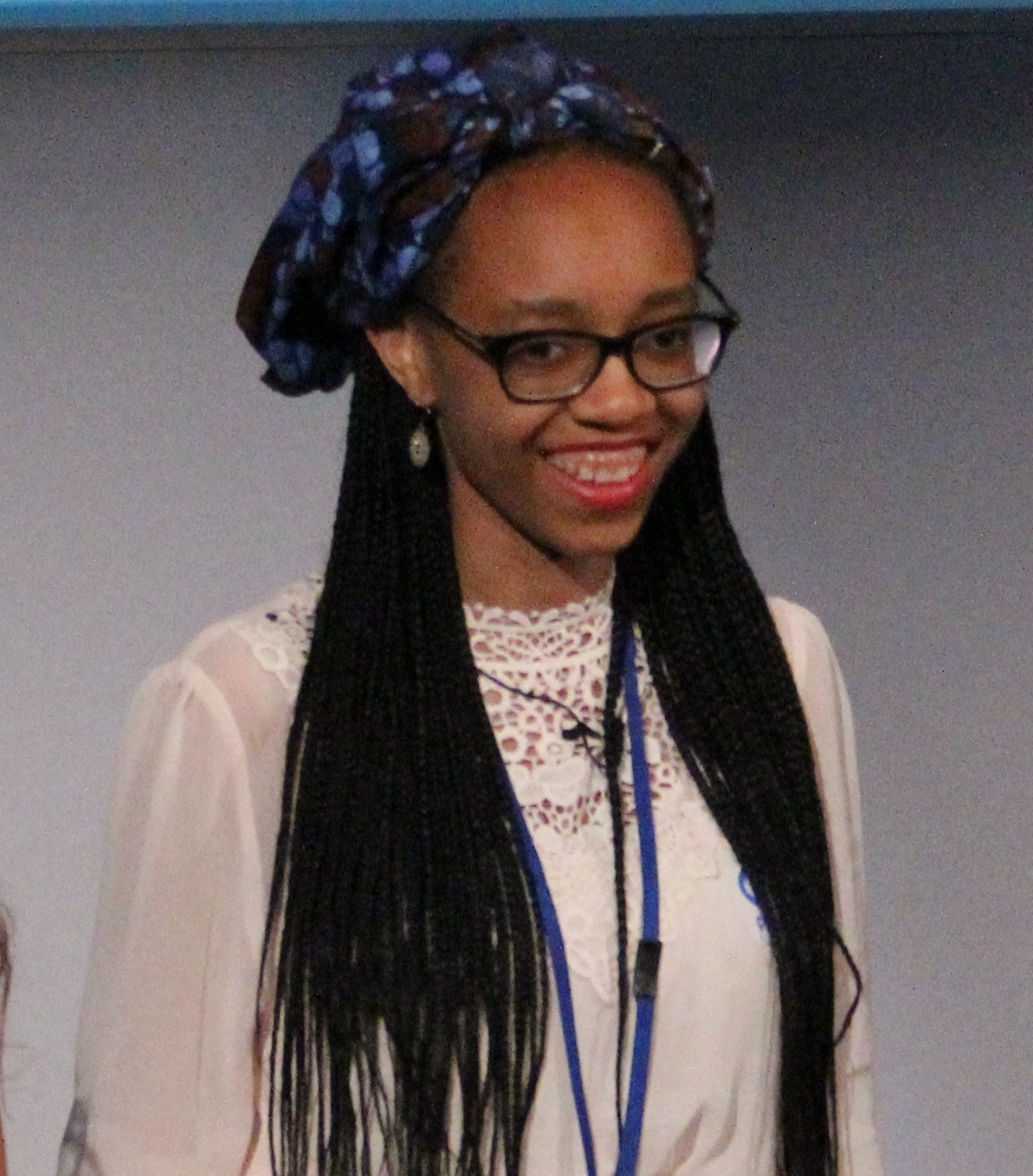
June Eric-Udorie im Juli 2014

June Eric-Udorie (* 18. Juni 1998 in Dublin) ist eine britisch-nigerianische Schriftstellerin und Aktivistin.

## Leben und Karriere
Eric-Udorie wurde am 18. Juni 1998 in Dublin geboren. Ihre Mutter kam 1998 hochschwanger als Geflüchtete dorthin. Eric-Udorie besuchte die Downe House School in Thatcham, Berkshire.
2015 setzte sie sich mithilfe einer Petition dafür ein, dass Feminismus erneut in den A-Level-Lehrplan für Politik im Vereinigten Königreich aufgenommen wird. Die Petition wurde über 50.000 Mal unterschrieben. Sie war Mitglied des Jugendbeirats von Plan UK und FGM-Botschafterin für Plan UK, wo sie sich gegen weibliche Genitalverstümmelung einsetzte.
Von 2014 bis 2016 veröffentlichte Eric-Udorine Artikel bei The Guardian. 2016 war sie Redaktionspraktikantin beim Verlag Penguin Random House.
Am 20. September 2018 veröffentlichte sie ihr erstes Buch Can We All Be Feminists? im Verlag Penguin Random House.

## Werke
- Can We All Be Feminists? 2018, Penguin Random House, ISBN 978-0-14-313237-0

## Auszeichnungen
- 2016: 100 Women (BBC)
- 2017: Female Activist of the Year von ElleUK